# Schweigeminute

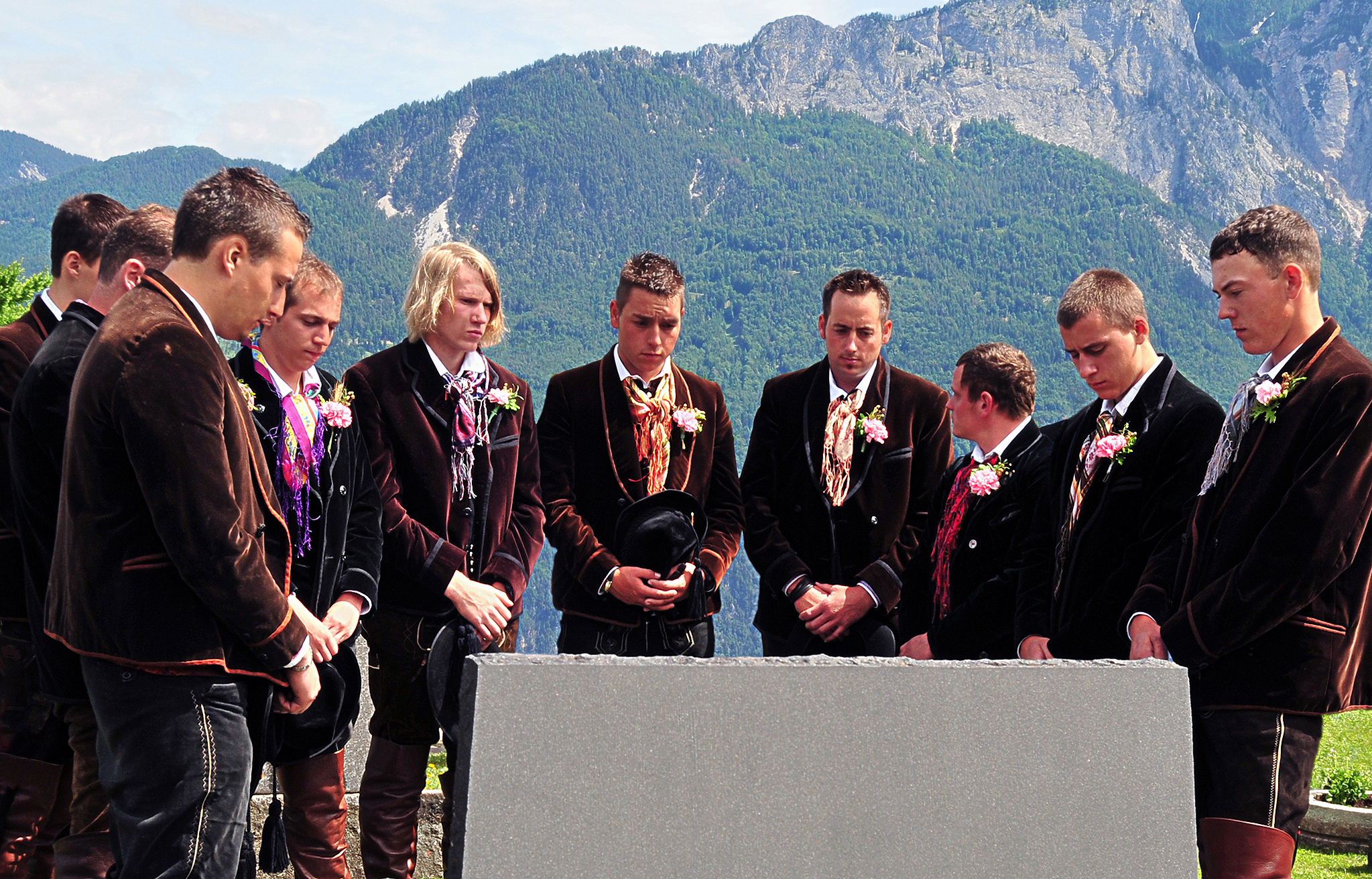
Schweigeminute an einem Grab, hier von Männern in Gailtaler Männertracht im Gailtal in Kärnten, Österreich (2009)

Eine Schweigeminute oder Gedenkminute ist eine Zeitspanne mit einer Dauer zwischen einigen Sekunden und mehreren Minuten, in denen Menschen in ihren Alltagsabläufen und -tätigkeiten innehalten und still eines oder mehrerer Toter gemeinsam gedenken. Die Schweigeminute ist ein Brauch, der sich im Umgang mit dem Tod von Menschen entwickelt hat und mittlerweile eines der „wichtigsten Rituale des Gedenkens an Tote und Katastrophen“ darstellt.

## Geschichte

### Ursprung

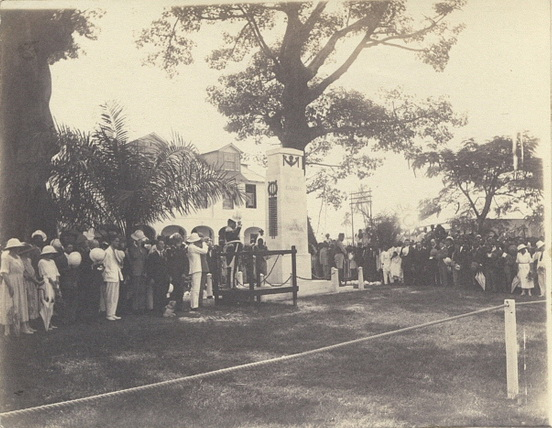
Zwei-Minuten-Pause 1922 am Bathurst Memorial in Bathurst in der damaligen britischen Kolonie Gambia

Die Schweigeminute ist ein Brauch, der sich in der Zeit um den Ersten Weltkrieg entwickelt hat. Die Angaben, wo und bei welcher Gelegenheit er zum ersten Mal praktiziert wurde, sind unterschiedlich, teils widersprüchlich. Teilweise wird auf Frankreich verwiesen, teils auf das Vereinigte Königreich. Der erste Fall eines Schweigemoments ist aus dem Jahr 1912 aus Portugal bekannt, als die Abgeordneten des Parlaments der ersten Republik zehn Minuten lang eines verstorbenen brasilianischen Politikers gedachten, „der als einer der Ersten die Republik anerkannt hatte“. Seit 1919 wurde und wird in Großbritannien und den anderen Ländern des Commonwealth alljährlich am 11. November um 11:00 Uhr eine Zwei-Minuten-Pause abgehalten, die dem Gedenken an das Ende des Ersten Weltkriegs im Jahr 1918 dient. Sie geht auf eine ähnliche Gedenkpause zurück, die seit 1918 in Kapstadt in Südafrika praktiziert wurde.
Das heute verbreitete Ritual der Schweigeminute dürfte in Frankreich entstanden sein. Dort soll die „erste offizielle Schweigeminute“ am 11. November 1919 aus Anlass des ersten Jahrestages des Waffenstillstands von Compiègne stattgefunden haben, um der Kriegstoten zu gedenken. Nach anderer Quelle sei dieses Gedenkritual in Frankreich erstmals 1922 abgehalten worden.

### Anlässe und Ausdrucksformen
Die Kommunikationsform der Schweigeminute zählt bei Gedenkritualen „in den modernen Gesellschaften zu den weit verbreiteten Präsentationsformen“ und kommt vor allem bei offiziellen Ritualen zur Anwendung. Sie dient als öffentliche Bekundung der Trauer und des Mitgefühls für die Opfer und Hinterbliebenen von schweren Unglücksfällen, Terrorismus oder Verbrechen (z. B. Naturkatastrophen, schweren Verkehrsunfällen, Terroranschlägen oder Völkermorden). Darüber hinaus ist das Ritual beim Tod prominenter Persönlichkeiten üblich. Manche proklamierte Gedenkminute hat zudem den Charakter einer Demonstration, insbesondere im Falle des Gedenkens an die Opfer von Gewaltverbrechen.
Die Schweigeminute zum Ausdruck der Verbundenheit kann auch von Personen genutzt werden, die den Opfern und Hinterbliebenen nicht persönlich nahestehen und daher nicht auf dem üblichen Wege kondolieren können. Sie kann aber auch dazu dienen, das Geschehene zu verinnerlichen. Ebenso können auch nicht religiöse Personen diese Form der Anteilnahme – anstelle des Gebets – ausüben. Um die Einhaltung einer Schweigeminute wird meist von hohen Politikern oder Verbandsvertretern gebeten. Das während der Schweigeminute innehaltende öffentliche Leben soll den Einschnitt symbolisieren, den der Unglücks- beziehungsweise Todesfall hervorgerufen hat.
So wird zum Beispiel beim Tod eines herausragenden Sportlers eine Schweigeminute im Stadion eingelegt, oder beim Tod eines Staatsmannes erfolgt eine Schweigeminute im Parlament.
Das Ritual der Schweigeminute ist zudem oft bei dem Tod eines Mitglieds eines Verbandes, Vereins oder einer Gruppe anzutreffen, indem es zu Beginn eines nachfolgenden Treffens der Gruppe oder einer nachfolgenden Jahresmitgliederversammlung etc. ausgeübt wird.
Der „Tod eines Menschen und die Zeit der Trauer“ seien insbesondere für Kinder und Jugendliche „ein einschneidendes Erlebnis“, bei dem ihre Gefühle „durcheinander […] und vieles ins Wanken [geraten]“ könne, so der EC-Referent Thomas Kretzschmar. Ein Halt könne durch Rituale wie die Schweigeminute vermittelt werden: Für eine Zeit lang könne „immer zu Beginn der Gruppenstunde […] eine Schweigeminute für den verstorbenen Freund gehalten werden“.

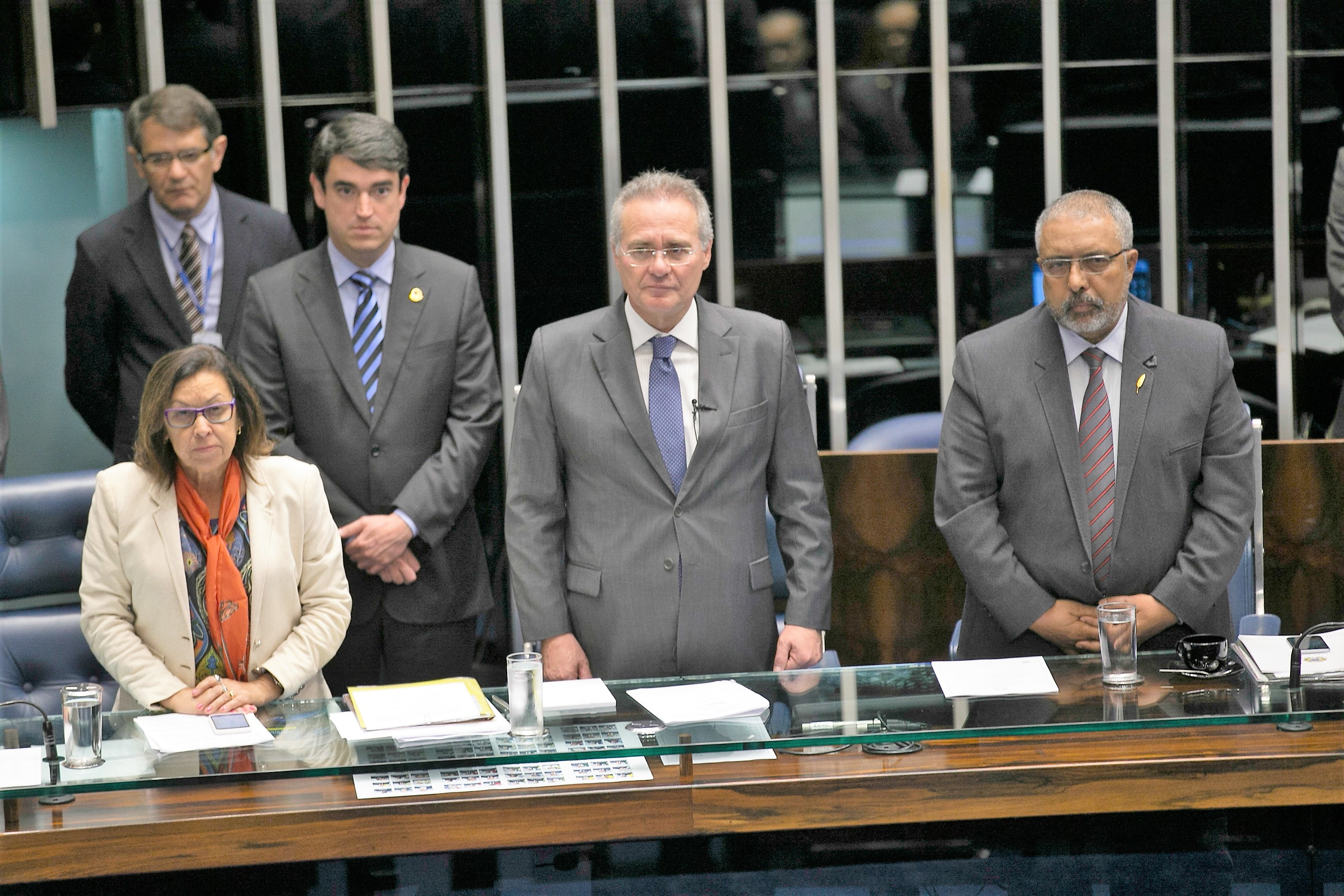
Senatoren des Bundessenats von Brasilien gedenken der Opfer des Flugzeugabsturzes vom 28. November 2016
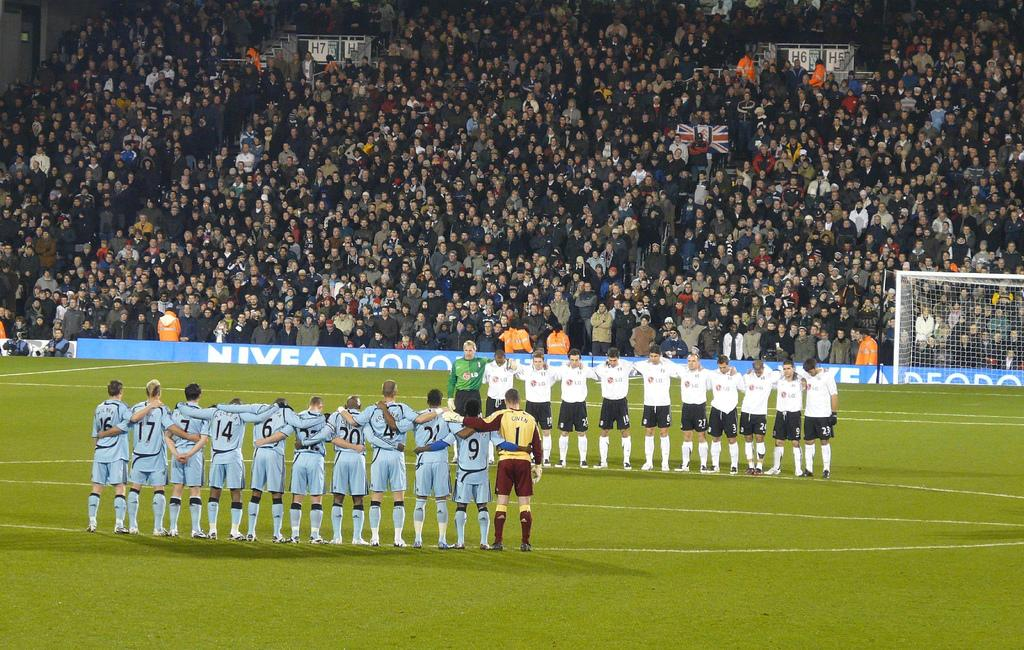
Spieler und Fans von FC Fulham und Newcastle United gedenken Jim Langley vor einem Fußballspiel in England (2007)
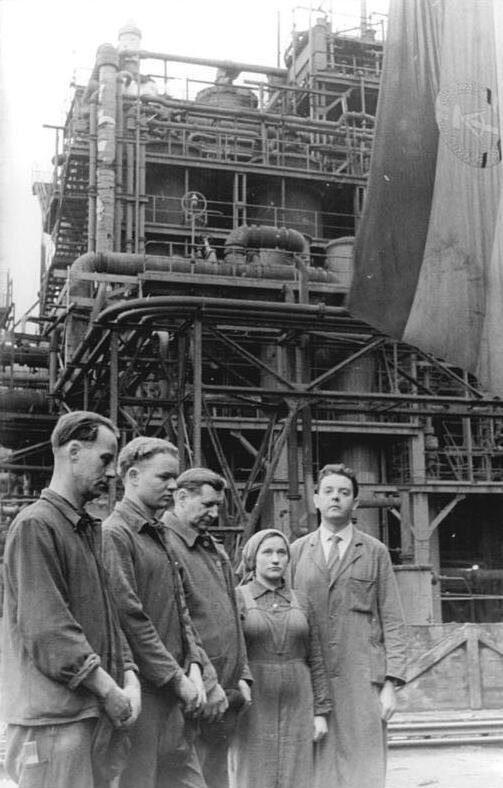
Stilles Gedenken für die toten Bergarbeiter von Zwickau (1960)
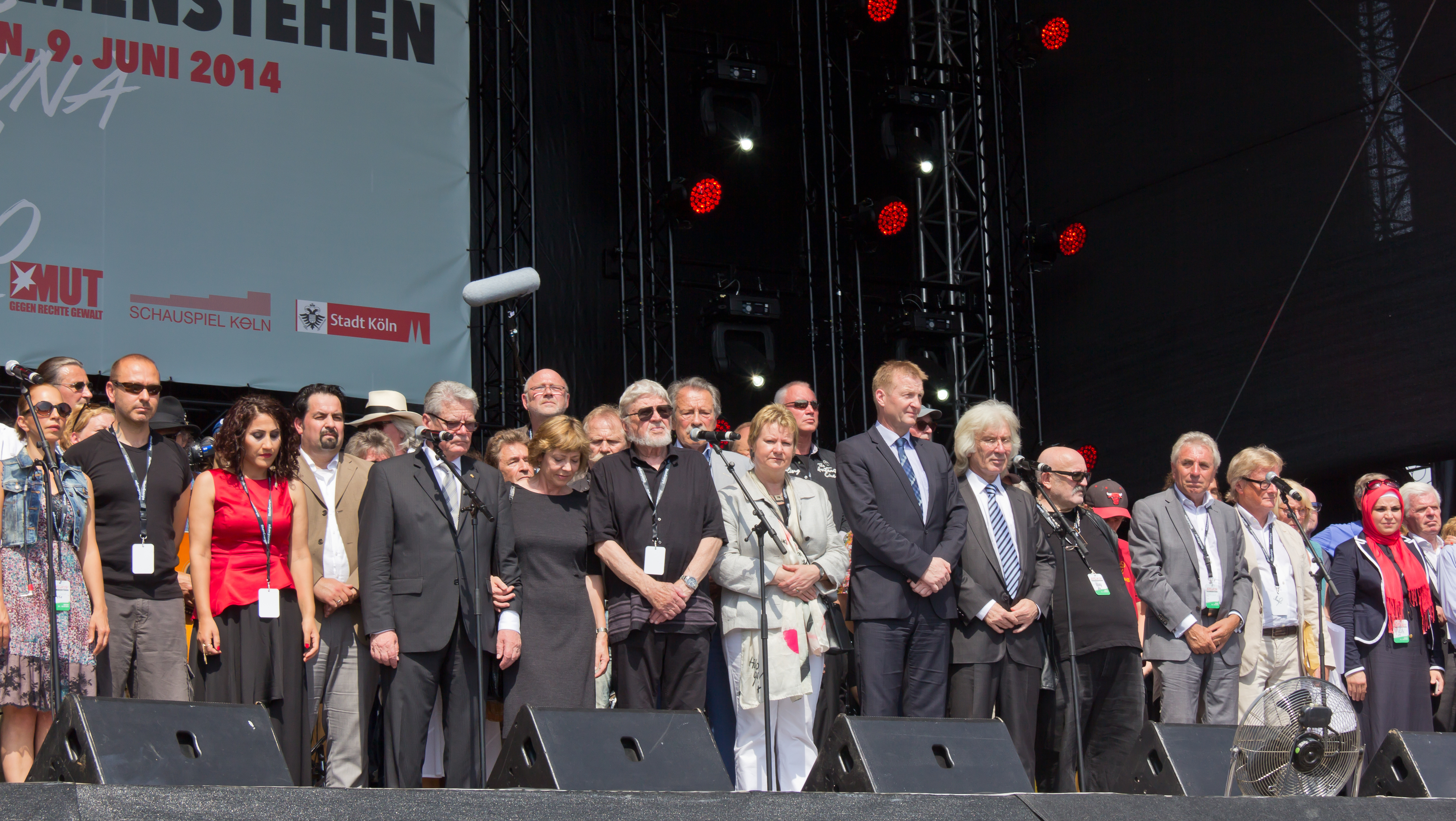
Schweigeminute bei der Birlikte-Kundgebung in Köln, mit Bundespräsident Joachim Gauck und zahlreichen Prominenten (2014)
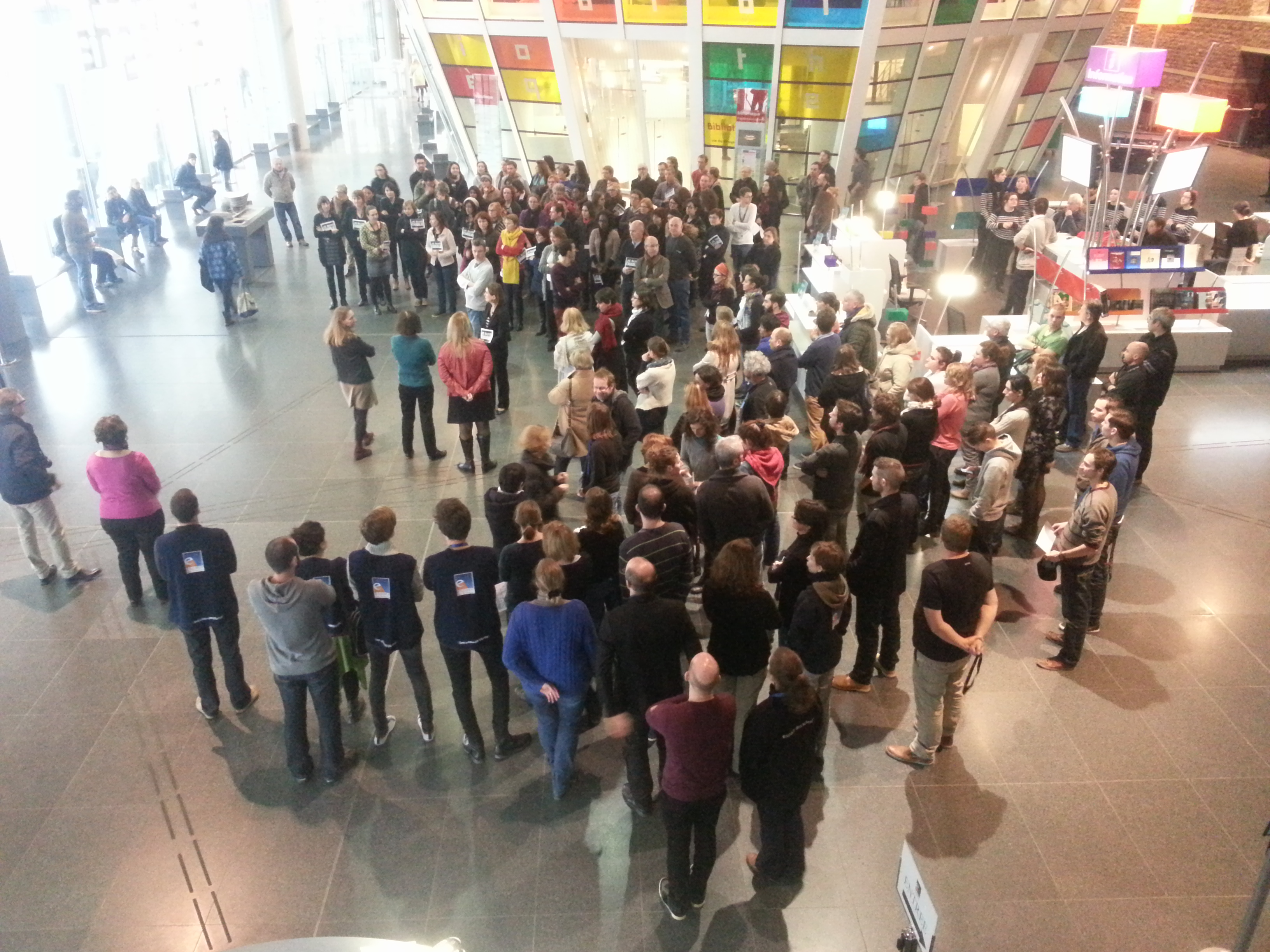
Schweigeminute im Kulturzentrum Les Champs Libres in Rennes, Frankreich, nach dem Anschlag auf Charlie Hebdo (2015)

### Ablauf
Offiziellen Schweigeminuten geht oft ein Aufruf durch hohe Politiker oder Verbandsvertreter voraus, in dem meist sowohl die Öffentlichkeit als auch bestimmte Adressaten wie zum Beispiel „Behörden, Verwaltungen, Schulen, Institutionen und Betriebe“ um Beteiligung gebeten werden. Beim Gedenken im kleinen Kreis geht der Aufruf meist vom Ältesten oder sonst sozial Ranghöchsten der Gruppe aus. Man erhebt sich und steht gemeinsam still, bis das Schweigen von dem Aufrufenden gebrochen wird, um es zu beenden. Danach werden die alltäglichen Verrichtungen wieder aufgenommen.
In der Regel wird eine anstehende Schweigeminute zu Beginn von Versammlungen und Sitzungen ausgeübt, teils bei Vollzähligkeit der Teilnehmer oder nach Eintreffen eines ranghohen Gastes. Je nach Anlass und Ort der Schweigeminute nehmen manchmal auch Hinterbliebene von Opfern oder Überlebende teil. Der Aufrufende leitet die Schweigeminute meist mit einigen Worten des Gedenkens ein, teils wird zur Einleitung eine kurze Gedenkrede gehalten.